# Бјелопавлићка равница
Бјелопавлићка равница је појас плодне низије у Црној Гори дуж ријеке Зете. Равница се шири у доњем току Зете, близу њеног ушћа у Морачу код Подгорице. У сјеверном ободу равница прелази у брдски дио, а такође захвата и планински дио. Племе Бјелопавлића је је поријеклом из ове долине и брда. Бјелопавлићи су се некада називали и Брђани.
Долина ријеке Зете је историјски одувијек била гушће насељена, пошто су плодне низије ријеткост у Црној Гори. У Црној Гори постоји још једна равница, Зетска равница, кроз коју, иако јој име тако говори, не протиче ријека Зета.
Бјелопавлићка равница је обезбиједила коридор за путеве и жељезничку пругу између два највећа града у Црној Гори, Подгорице и Никшића. Највеће насеље у равници је градић Даниловград, који је добио име по кнезу Данилу Петровић-Његошу.
У Бјелопавлићима се налазе чувени манастири Острог и Ждребаоник, у којима се чувају мошти два велика свеца: Светог Василија Острошког и Светог Арсенија.